# La Libertad, Comayagua
La Libertad är en ort i Honduras.   Den ligger i departementet Departamento de Comayagua, i den västra delen av landet, 90 km nordväst om huvudstaden Tegucigalpa. La Libertad ligger 363 meter över havet och antalet invånare är 4 673.
Terrängen runt La Libertad är huvudsakligen kuperad, men österut är den bergig. La Libertad ligger nere i en dal. Runt La Libertad är det ganska tätbefolkat, med 108 invånare per kvadratkilometer. La Libertad är det största samhället i trakten.  